# الحلوسیه
الحلوسیه (به عربی: الحلوسية) یک منطقهٔ مسکونی در لبنان است که در شهرستان صور واقع شده‌است.